# Eccidio di Ceretto
L'eccidio di Ceretto fu una strage nazifascista compiuta il 5 gennaio 1944 nell'omonima frazione di Costigliole Saluzzo, in provincia di Cuneo e nella quale furono uccisi 23 civili.

## Storia
Il 5 gennaio 1944 due colonne di militari, una nazista proveniente da Cuneo ed una seconda fascista partita da Villafalletto, conversero verso la piccola frazione di Ceretto, situata al confine tra i comuni di Costigliole Saluzzo e Busca. L'obbiettivo dei nazifascisti era quello di terrorizzare la popolazione civile facendo terra bruciata alla Resistenza locale. Così, una volta giunti nel villaggio, i tedeschi ed i fascisti iniziarono a perquisire le abitazioni e ad uccidere alcuni degli abitanti che cercavano di mettersi in salvo o di proteggere il bestiame. Nel corso del rastrellamento infatti i nazifascisti saccheggiarono e bruciarono oltre una ventina di case. Un gruppo di uomini fatti prigionieri fu portato nello slargo antistante la chiesa di Ceretto e quivi fucilato. 
Una volta terminata la strage si conteranno 27 vittime, principalmente civili residenti nella zona, e 27 abitazioni incendiate.

## Vittime
Nel corso della strage rimasero uccisi:
- Abello Giovanni, di Costigliole Saluzzo
- Abello Giuseppe, di Costigliole Saluzzo
- Abello Michele Angelo, di Costigliole Saluzzo
- Abello Michele Pietro, di Costigliole Saluzzo
- Aimar Giuseppe, di Rossana
- Barbero Chiaffredo, di Costigliole Saluzzo
- Bertaina Stefano, di Costigliole Saluzzo
- Bruno Antonio, di Busca
- Caruso Francesco, di Oriolo
- Caruso Giorgio, di Oriolo
- Conte Alessandro
- Crosetti Giuseppe, di Costigliole Saluzzo
- Dao Giuseppe, di Busca
- Delpiano Pietro, di Costigliole Saluzzo
- Delpiano Stefano, di Costigliole Saluzzo
- Falco Angelo, di Busca
- Falco Domenico, di Costigliole Saluzzo
- Falco Giovenale, di Costigliole Saluzzo
- Fornasero Pietro, di Costigliole Saluzzo
- Garello Domenico, di Busca
- Garino Giovanni, di Busca
- Garino Vittorio, di Busca
- Giordanino Francesco, di Saluzzo
- Ramonda Francesco, di Costigliole Saluzzo
- Ramonda Giovanni, di Costigliole Saluzzo
- Salomone Giovanbattista, di Busca
- Trova Giovanni, di Lagnasco

## Monumenti ed onorificenze
Nel 1946 fu scoperta una prima targa in ricordo dei martiri dell'eccidio. Il 26 aprile 1959 è stata inaugurata l'odierna lapide realizzata su iniziativa di un comitato che riuniva i parenti delle vittime.
Nel 2006 i comuni di Costigliole Saluzzo e Busca sono stati insigniti della medaglia d'argento al valor civile.